# Seydou Barry
Pour les articles homonymes, voir Barry.
Seydou Barry, né en 1943 à Thilogne dans le département de Matam, et mort le 21 août 2007 à Dakar, est un peintre sénégalais. Il fait partie du mouvement artistique dénommé l’École de Dakar.

## Œuvres
Il est l'auteur d'au moins 35 œuvres.

## Expositions
- 2008, Rétrospective Seydou Barry, exposition posthume[2]